# Look at Me (film)
Pour l’article homonyme, voir Look at Me.
Pour plus de détails, voir Fiche technique et Distribution.
Look at Me est un film documentaire américain de 2022, réalisé par Sabaah Folayan. Il se concentre sur la vie et la mort du rappeur et chanteur XXXTentacion. Le titre du film porte le nom d'un de ses single. Il a été prévisualisé au South by Southwest Film Festival le 15 mars 2022 et est sorti sur Hulu le 26 mai 2022,,,,,.
Le film a été annoncé pour la première fois le 18 juin 2019, le premier anniversaire du meurtre de XXXTentacion. Le documentaire contient des images des dernières années de X et contient des apparitions de nombreux amis et de sa famille, dont sa mère Cleopatra Bernard, sa petite amie Jenesis Sanchez, son ex-petite amie Geneva Ayala et son meilleur ami et collègue rappeur Ski Mask the Slump God. Il comprend également des interviews de rappeurs du collectif hip hop de XXXTentacion, Members Only, tels que Bass Santana, Cooliecut et Kid Trunks. Le documentaire a été largement salué par les critiques et les fans après sa sortie.
Le 23 mai 2022, il a été annoncé par le manager de XXXTentacion sur son compte Instagram qu'un album de compilation, intitulé Look at Me: The Album serait publié parallèlement au documentaire. L'album est sorti le 10 juin 2022 et a été précédé du single « True Love » avec Kanye West.

## Synopsis
Le film passe en revue les aspects à la fois favorables et controversés de la vie et de l'héritage de X.
Le film présente pour la première fois des interviews de l'ex-petite amie de X, Geneva Ayala, qui l'avait accusé de violence domestique en 2016. X attendait son procès au moment de sa mort pour des charges découlant des accusations portées par Ayala, qui révèle pour la première fois dans le documentaire qu'elle ne voulait pas que X aille en prison, affirmant qu'elle « n'était pas conscient que tout allait s'effondrer sur lui comme ça. » Le film comprend une rencontre avec la mère de X, Cléopâtre Bernard, et Ayala, au cours de laquelle Bernard a déclaré qu'elle croyait aux accusations d'Ayala, commentant : « Jahseh avait tort pour ce qu'il a fait. Il n'y a aucune excuse pour cela, point final. Mais je veux juste que le monde sache qu'il n'était plus la même personne, mais le passé fait toujours partie de son histoire. » Bernard déclare qu'elle pense que X se serait finalement excusé publiquement auprès d'Ayala, mais qu'« il n'a tout simplement jamais eu de chance ». Ayala a commenté qu'« un poids avait finalement été levé en sachant que la famille [de X] ne lui en voulait pas ». Commentant le film, la réalisatrice Sabaah Folayan a déclaré: "Nous avions l'impression d'avoir perdu Jahseh si tôt, la meilleure chose que nous puissions faire était de trouver un moyen de tirer les leçons de sa vie et d'essayer de poursuivre sa mission." ,,.

## Distribution
Toutes les étoiles sont elles-mêmes. Relation avec XXXTentacion répertoriée après chaque casting.
- XXXTentacion (images d'archives)
- Geneva Ayala, ex-petite amie
- Bass Santana, ami et collaborateur
- Cléopâtre Bernard, mère
- Cooliecut, ami et collaborateur
- John Cunningham, producteur
- Kid Trunks, ami et collaborateur
- Jenesis Sanchez, petite amie et mère de son fils
- Ski Mask the Slump God, meilleur ami et collaborateur
- Salomon Sobande, manager

## Bande sonore
Look at Me: The Album est un album de compilation sorti parallèlement au documentaire, sorti le 10 juin 2022. Il a été précédé par la sortie d'un single en collaboration avec Kanye West intitulé « True Love ». L'album est divisé en deux moitiés et ne contient que des chansons qui ont déjà été publiées dans une certaine mesure; certains sur des albums précédents, et certains étaient auparavant exclusifs à SoundCloud.